# コンシェリア西新宿 TOWER'S WEST
コンシェリア西新宿 TOWER'S WEST（コンシェリアにししんじゅく タワーズウエスト）は、東京都新宿区西新宿六丁目にある超高層マンション。

## 概要
十二社通り沿いにあり、新宿セントラルパークシティの西側に隣接する総戸数612戸（非分譲住戸479戸、元売主分譲済住戸15戸含む）の分譲マンション。元売主はクレアスライフ、現売主は住友不動産であった。
ザ・パークハウス西新宿タワー60が建設されるまでは新宿区内で最高層の分譲マンションであった。
- 階数：地上44階、地下4階

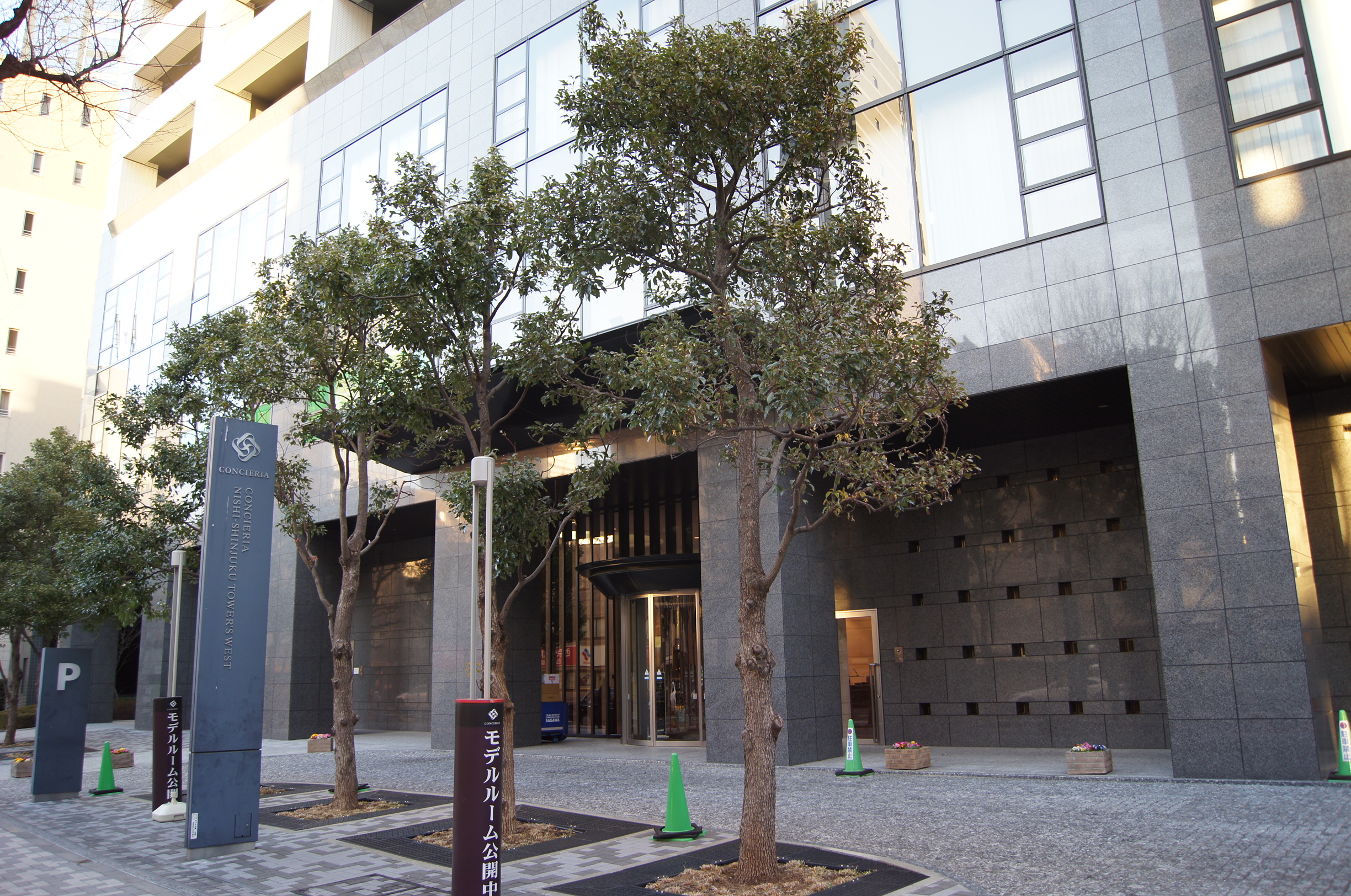
コンシェリア西新宿の十二社通りに面したエントランス

- 高さ：最高部159.8m、軒高152.3m
- 敷地面積：4,374.68m2
- 建築面積：1,540.16m2
- 延床面積：63,966.55m2
- 構造：RC造
- 竣工：2008年（平成20年）2月
- 設計：黒川紀章建築都市設計事務所
- 施工：大林組

## 販売
「プール・ジム・ゲストルームなど多彩な共用施設」として「カスケードホール」「プール（屋内）」「大浴場（温泉）」「フィットネスマシンジム」「ゲストルーム」を紹介している。ファサードデザインは黒川紀章建築都市設計事務所によって行われた。

## アクセス
- 東日本旅客鉄道（JR東日本）新宿駅（西口） - 徒歩15分
- 都営大江戸線 西新宿五丁目駅 - 徒歩5分
- 都営大江戸線 都庁前駅 - 徒歩7分
- 東京メトロ丸ノ内線 西新宿駅 - 徒歩9分